# Macerata megye
Macerata megye Olaszország Marche régiójának egyik megyéje. Székhelye Macerata.

## Fekvése
Macerata megye Fermo, Ascoli Piceno, Perugia és Ancona megyékkel határos.

## Községek(comuni)
- Acquacanina
- Apiro
- Appignano
- Belforte del Chienti
- Bolognola
- Caldarola
- Camerino
- Camporotondo di Fiastrone
- Castelraimondo
- Castelsantangelo sul Nera
- Cessapalombo
- Cingoli
- Civitanova Marche
- Colmurano
- Corridonia
- Esanatoglia
- Fiastra
- Fiordimonte
- Fiuminata
- Gagliole
- Gualdo
- Loro Piceno
- Macerata
- Matelica
- Mogliano
- Monte Cavallo
- Monte San Giusto
- Monte San Martino
- Montecassiano
- Montecosaro
- Montefano
- Montelupone
- Morrovalle
- Muccia
- Penna San Giovanni
- Petriolo
- Pieve Torina
- Pievebovigliana
- Pioraco
- Poggio San Vicino
- Pollenza
- Porto Recanati
- Potenza Picena
- Recanati
- Ripe San Ginesio
- San Ginesio
- San Severino Marche
- Sant’Angelo in Pontano
- Sarnano
- Sefro
- Serrapetrona
- Serravalle di Chienti
- Tolentino
- Treia
- Urbisaglia
- Ussita
- Visso